# DJ Pippi
DJ Pippi (eigentlich Giuseppe Nuzzo; * 11. November 1956 in Ruffano) ist ein italienischer DJ und Musikproduzent, der vor allem für seine prägende Rolle in der Entwicklung des Balearic-Sounds bekannt ist. Er entwickelte schon als Kind eine besondere Beziehung zur Musik.

## Frühe Jahre und Karrierebeginn
Giuseppe Nuzzo zeigte bereits im Alter von sieben oder acht Jahren musikalisches Talent und begann zu singen. Mit 16 Jahren verließ er sein Heimatdorf, da er sich mit seinem Musikgeschmack und Kleidungsstil von seinen Altersgenossen unterschied. Er zog zunächst nach Zürich in der Schweiz, wo seine Eltern lebten, und später nach Düsseldorf, Deutschland.
In Düsseldorf legte Nuzzo den Grundstein für seine DJ-Karriere. Seine ersten Schritte als DJ machte er in der zweiten Hälfte der 1970er im Club Cabaret, der Teil der Mata-Hari-Passage war. In der Passage arbeitete Nuzzo zwischenzeitlich auch als Verkäufer in einem Plattenladen. Im Kö-Center legt er zunächst im Malesh (ab 1978) und später auch im Nachfolgeclub Checker’s (ab 1983) auf.

## Ibiza und internationale Karriere
Im März 1984 folgte Nuzzo einer Einladung, als Resident-DJ im legendären Club Pacha auf Ibiza zu arbeiten. Als einer der ersten Resident-DJs im Pacha brachte er einen frischen Sound auf die Insel und wurde zu einem wesentlichen Mitgestalter des Balearic-Beats.
Auf Ibiza wurde DJ Pippi zu einer Schlüsselfigur in der Entwicklung des Balearic-Sounds, der House, Soul, Funk, Disco und lateinamerikanische Einflüsse nahtlos miteinander verbindet. Seine Sets im Pacha waren bekannt für ihre besondere Atmosphäre und zogen ein internationales Publikum an.

## Einfluss
In den 2000er Jahren etablierte sich DJ Pippi als wesentlicher Wegbereiter der Balearic Lounge Beats mit seinen jährlichen Kompilationen wie „Undiscovered Ibiza“, „In The Mix“ und „A Touch of Class“.

## Diskografie (Auswahl)
- "Undiscovered Ibiza" (Kompilation)[12]
- "In The Mix" (Kompilation)[13]
- "A Touch of Class" (Kompilation)[14]